# Les Nouvelles Aventures de Skippy
 (février 2023).
Si vous disposez d'ouvrages ou d'articles de référence ou si vous connaissez des sites web de qualité traitant du thème abordé ici, merci de compléter l'article en donnant les références utiles à sa vérifiabilité et en les liant à la section « Notes et références ».
Les Nouvelles Aventures de Skippy (The Adventures of Skippy) est une série télévisée australienne en 39 épisodes de 25 minutes, diffusée entre le 26 mars 1992 et 1993 sur Nine Network.

## Synopsis
Cette série, destinée aux enfants, met en scène les aventures de Sonny, fils d'un garde forestier, et de son kangourou, Skippy, au sein du Waratah National Park.

## Distribution
- Andrew Clarke : Sonny Hammond
- Simon James : Jerry Hammond
- Kate McNeil : Lou 'Louise' Hammond
- Fiona Shannon : Kate Burgess
- Moya O'Sullivan : Thelma Woods
- Joss McWilliam : Ranger Dave

## Épisodes
1. Skippy et la famille Hammond (Skippy and the Hammond Family)
2. Skippy et le saboteur (Skippy and the Saboteur)
3. Skippy contre le Wally World (Skippy and Wally World)
4. Skippy et la maison hantée (Skippy and the Haunted House)
5. Skippy et les braconniers (Skippy and the Bird Smugglers)
6. Skippy et la grotte aborigène (Skippy and the Cave Paintings)
7. Skippy et Tike (Skippy and Tike)
8. Skippy et la moto (Skippy and the Trail Biker)
9. Skippy et les chiens (Skippy and the Foxy Dog)
10. Skippy et le charmeur de serpents (Skippy and the Snake Charmer)
11. Skippy et les pêcheurs (Skippy and the Fishing Fleet)
12. Skippy et la musicienne (Skippy and the Music Maker)
13. Titre français inconnu (Skippy and Miss Jack Horner)
14. Titre français inconnu (Skippy and the Two Jerrys)
15. Skippy et la rivière polluée (Skippy and the Polluted River)
16. Titre français inconnu (Skippy and the Penfriend)
17. Titre français inconnu (Skippy and the Balloon)
18. Titre français inconnu (Skippy and the Easter Bunny)
19. Titre français inconnu (Skippy and the Vandals)
20. Titre français inconnu (Skippy and the Pirates)
21. Titre français inconnu (Skippy and the Wheelie)
22. Skippy et le cowboy (Skippy and the Cowboy)
23. Skippy et le fugueur (Skippy and the Runaway)
24. Titre français inconnu (Skippy and the Roos)
25. Titre français inconnu (Skippy and the Surf Club)
26. Titre français inconnu (Skippy and the Beach Bullies)
27. Titre français inconnu (Skippy and the Big Sister)
28. Titre français inconnu (Skippy and the Mystery Marsupial)
29. Titre français inconnu (Skippy and the Pretenders)
30. Titre français inconnu (Skippy and the Rivals)
31. Titre français inconnu (Skippy and the Bushfire)
32. Titre français inconnu (Skippy and the Tiger)
33. Titre français inconnu (Skippy and the Skipathon)
34. Titre français inconnu (Skippy and the Flim Flammers)
35. Titre français inconnu (Skippy and the Golfer)
36. Titre français inconnu (Skippy and the Millionairess)
37. Titre français inconnu (Skippy and the Orchid)
38. Titre français inconnu (Skippy and the Treasure Hunt)
39. Titre français inconnu (Skippy and the Wedding)